# Gänget drar vidare
Gänget drar vidare (engelska: The Apple Dumpling Gang Rides Again) är en amerikansk westernkomedifilm från 1979 i regi av Vincent McEveety. I huvudrollerna ses duon Tim Conway och Don Knotts som Amos och Theodore, samt Tim Matheson, Harry Morgan och Kenneth Mars. Filmen är en uppföljare till Äppelknyckargänget från 1975.

## Rollista i urval
- Tim Conway - Amos Tucker
- Don Knotts - Theodore Ogelvie
- Tim Matheson - menige Jeff Reed
- Kenneth Mars - sheriff Woolly Bill Hitchcock
- Elyssa Davalos - Miss Milly Gaskill
- Jack Elam - Big Mack
- Robert Pine - löjtnant Jim Ravencroft
- Harry Morgan - major Gaskill, Millys far
- Ruth Buzzi - Old Tough Kate, aka 'Granny'
- Audrey Totter - Martha Osten
- Richard X. Slattery - sergeant Slaughter
- John Crawford - Sherick
- Ralph Manza - Little Guy
- Cliff Osmond - Wes Hardin
- Ted Gehring - Hank Starrett
- Morgan Paull - korpral 1
- Gary McLarty - korpral 2
- Nick Ramus - hövding
- Bryan O'Byrne - fotograf
- Robert Totten - Blainey
- James Almanzar - Lennie
- Rex Holman - Reno